# Archaegladiopsidales
Ordre
Les Archaegladiopsidales sont un ordre d'algues de l'embranchement des Bacillariophyta  et de la classe des Coscinodiscophyceae.
Les familles qui compose cet ordre ne comportent que des espèces fossiles.

## Liste des familles
Selon AlgaeBase (18 juin 2022) :
- Archaegladiopsidaceae Nikolaev & Harwood
- Praethalassiosiropsidaceae Nikolaev & Harwood
- Rhynchopyxidaceae Nikolaev & Harwood
- Thalassiosiropsidaceae Nikolaev, 1987

## Systématique
Le nom correct complet (avec auteur) de ce taxon est Archaegladiopsidales Nikolaev & Harwood.
D'après IRMNG (18 juin 2022) ce taxon est peut-être invalide, car érigé dans un résumé de conférence par Nikolaev & Harwood en 1996, et cité dans Nikolaev & Harwood, 1997 sans autre description.